# Леонардус Лессіус

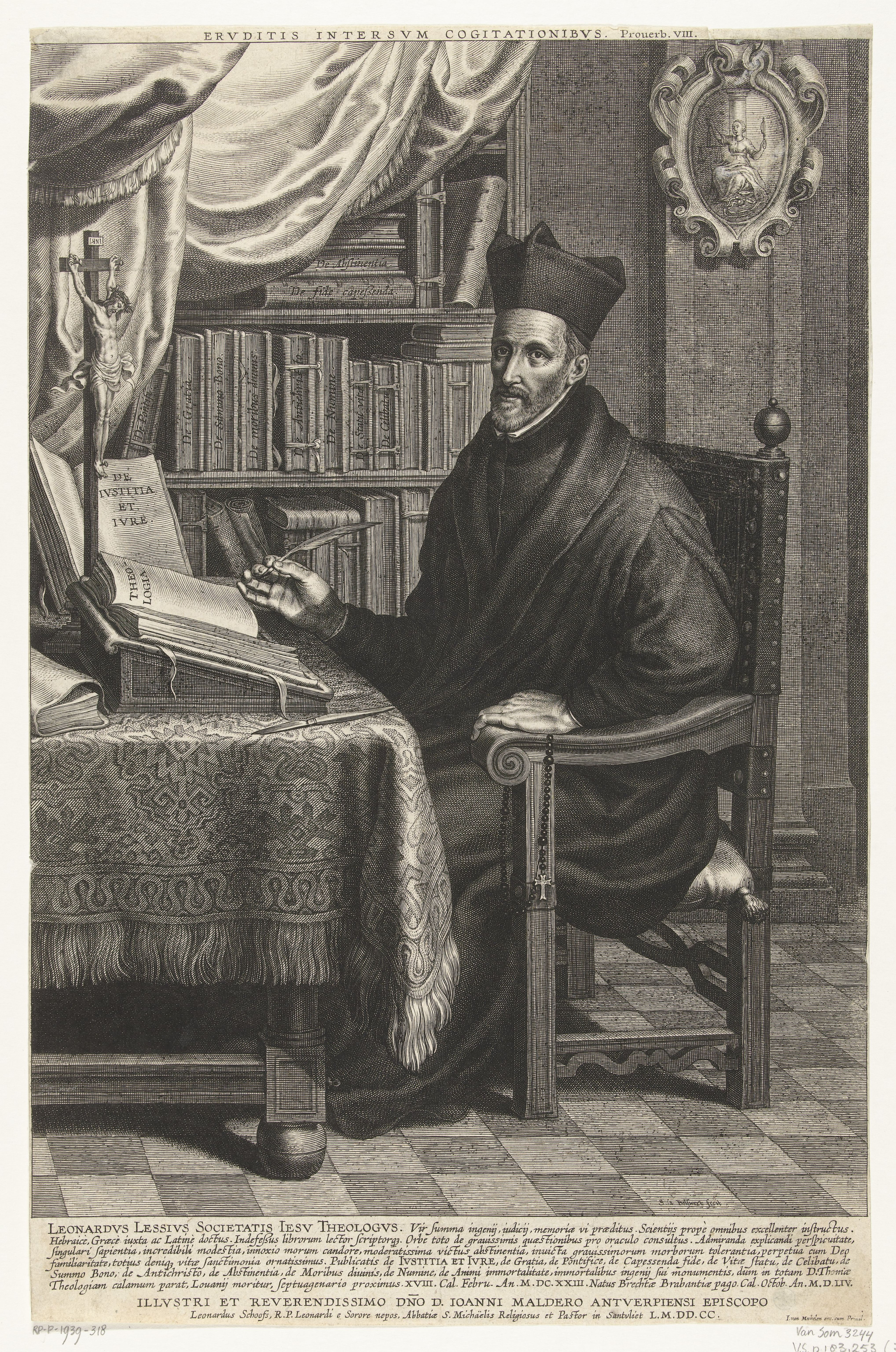
Леонардус Лессіус

Леонард Лессіус (нід. Lenaert Leys; 1 жовтня 1554, Брехт — 15 січня 1623, Левен) — фламандський моральний богослов з ордену єзуїтів.

## Життя
У тринадцять років юний Леонардус виграв стипендію Брехта у Левенському університеті. Цей університет — головне місце, з яким він буде ототожнюватися протягом наступних п'ятдесяти років. У 1567 році він вступив до художнього факультету Ле Порк (Porcus alit doctos), під час випускного усного іспиту отримав титул primus. Він приєднався до єзуїтів у 1572 році, а після богословських студій у Римі під керівництвом Франсіско Суареса та Роберто Белларміно став професором теології Левенського університету . У ранні роки навчання він брав участь у богословських дебатах про напередвизначення, які відбувались у Левені в 1587—1588 роках (проти баянізму). Незважаючи на значні переслідування та цензуру, які посипались на нього у результаті, Лессіус підтримував погляди на свободу волі та напередвизначення, розроблені Луїсом де Моліною, який вважався багатьма теологами того часу занадто консервативним. У 1615 р. Папа Павло V подякував йому особисто за службу католицькій церкві.

## Робота

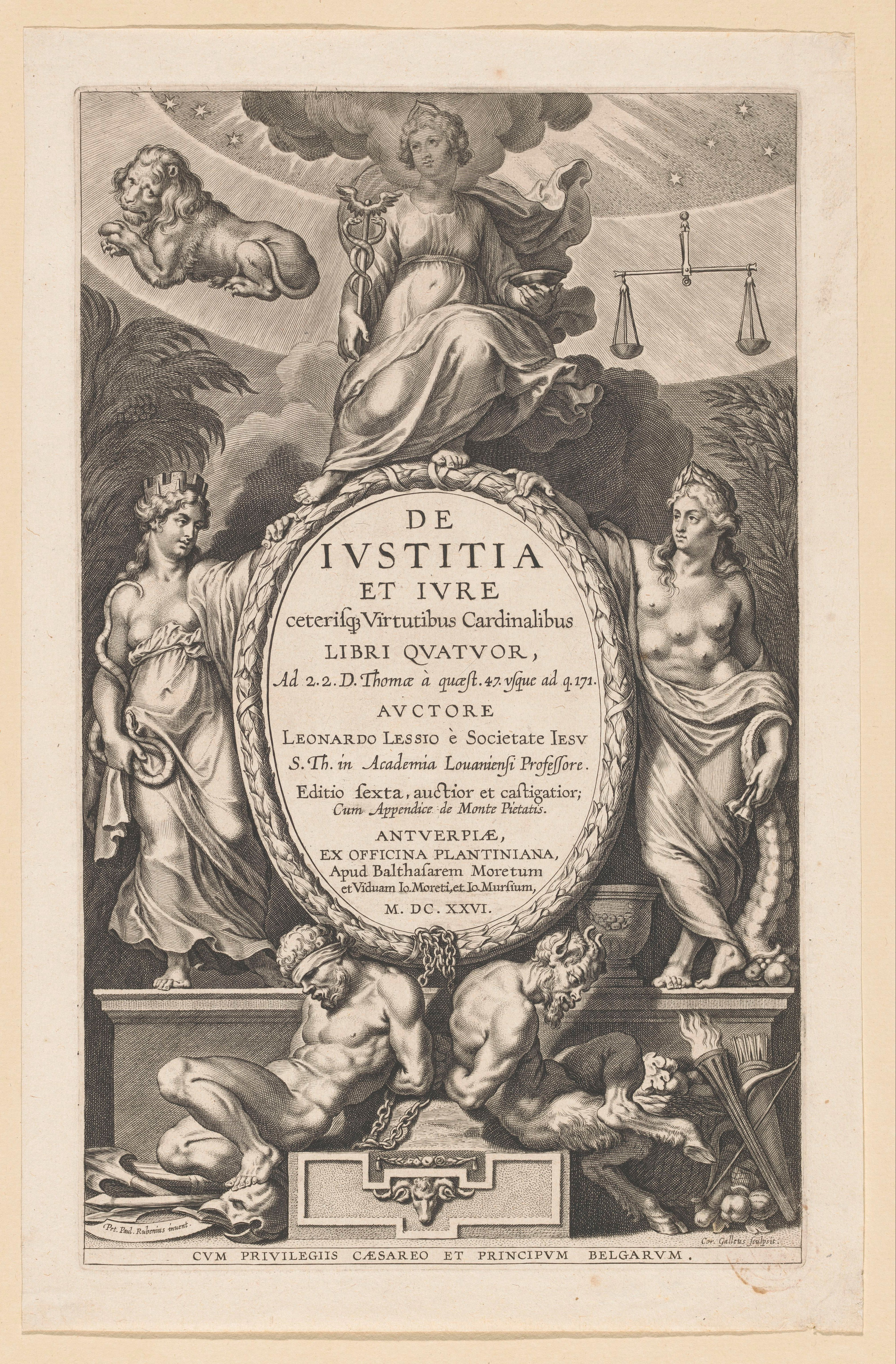
Леонардус Лессіус, Про справедливість і право, Антверпен: ex officina Plantiniana, B. Moretus, 1626.

Зараз Лессіус найбільш відомий своїм трактатом De iustitia et iure (Про справедливість і право) (1605), що є коментарем до Secunda secundae Сумми теології Томи Аквінського, яка отримала понад 20 видань лише в XVII столітті. Це, мабуть, перший глибокий моральний богословський підхід до економічних і фінансових питань. Лессіус вирушив до Антверпену, тодішнього світового бізнес-центру, який швидко розширювався, щоб вивчити як функціонують банківська справа та комерція . Його досвід надав ваги його етичним рішенням до моральних справ, що стосуються бізнесу та фінансів. Сучасні історики економіки високо оцінили його за тонкість розуміння ділових питань, пов'язаних із відсотком . Наприклад, Лессіус чітко постулює залежність ціни договору страхування від ризику страхового випадку. Серед іншого, він дав рекомендації щодо нового підходу «справедливої ціни», визнаючи той факт, що те, що було запропоновано Томою Аквінським, більше не було актуальним у XVI столітті.
Його робота «Про провидіння божественного та безсмертя душі, проти атеїстів і політиків», що містить конструктивні аргументи на користь існування Бога, була перекладена англійською мовою в 1631 році під назвою «Роулі, його привид» . :244-5
Починаючи з 1610 р., вже зі слабким здоров'ям, він пристав до написання аскетичних і теологічних книг, які також мали великий успіх.

## Гробниця
Лессіус похований у церкві Святого Михаїла, історичному єзуїтському костелі в Левені. Його проста гробниця знаходиться в баптистерії, на північ від апсиди. Раніше він був похований у сусідньому єзуїтському колегіумі.

## Роботи
- Про справедливість і право (De Iustitia et Iure), Лованія, 1605.[4]
- De Bono Statu eorum qui vovent. . . , Кельн, 1615.
- De perfectionibus moribusque divinis, Антверпен, 1620.